# Rio Gagara

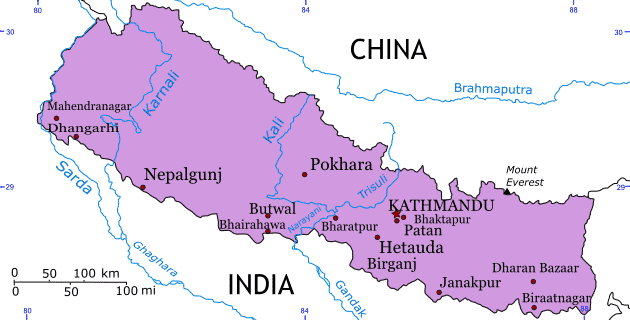
Mapa dos principais rios do Nepal

O rio Gagara ou Ghaghara (em hindi: घाघरा; romaniz.: Ghāghrā), que no Nepal é chamado Karnali (em nepali: कर्णाली; romaniz.: Karṇālī) é um rio transnacional que nasce no Planalto Tibetano junto ao lago Mansarovar, atravessa a cordilheira dos Himalaias no Nepal e junta-se ao rio Sarda em Brahmaghat, Índia. Em chinês é conhecido como K'ung-ch'iao Ho ou Kongque He, no Nepal também é conhecido como Kauriala, e na Índia também é chamado ou grafado, além de Ghaghara,  Gogra, Ghaghra, Ghagra, Deoha e Sarju.
Geralmente estes últimos nomes só são aplicados ao curso em território indiano. O trecho a montante tem 507 km de extensão e, juntamente com  o Gandaki, Narayani e Sapta Koshi, é um dos quatro maiores rios do Nepal. O comprimento total desde a nascente do Tibete até à foz no Ganges um par de quilómetros a sudoeste da cidade de Chapra, Bihar, é de 1 080 km. O Gagara é o principal afluente da margem esquerda do rio Ganges, o maior afluente em termos de volume e o segundo mais longo a seguir ao Yamuna.

## Curso
O rio nasce nas encostas meridionais dos Himalaias tibetanos, nos glaciares de Mapchachungo, a 3 962 metros de altitude. Corre depois para sul através das áreas mais remotas e menos exploradas do Nepal. O rio Seti, com 202 km de extensão escoa a parte ocidental da bacia hidrográfica e junta-se ao Karnali no distrito de Doti, a norte do monte Dundras. Outro afluente importante, o Bheri, com 264 km de comprimento, nasce na parte ocidental da cordilheira de Dhaulagiri e drena a parte oriental da bacia hidrográfica do Karnali, a que se junta perto de Kuineghat, no distrito de Surkhet. No Nepal, o Karnali é um rio turbulento, que percorre espetaculares gargantas profundas, nomeadamente junto a Chisapani, no distrito de Bheri. A sua profundidade média varia entre os 3 e os 10 metros, mas nas gargantas mais estreitas pode variar entre 50 os 100 metros.
Ao atravessar em direção a sul s montes Sivalik, perto de Chisapani separa-se em dois braços, o Geruwa para a esquerda e o Kauriala para a direita, que se voltam a juntar a sul da fronteira indiana, formando o Gagara propriamente dito. Outros afluentes originários do Nepal que se lhe juntam em território indiano são o Rapti Ocidental, o Sarda (também chamado Kali ou Mahakali) e o "pequeno" Gandak. Outro afluente do Gagara na Índia é o Sarayu, cujo nome por vezes se considera sinónimo do Gagara. O Gagara corre para sudeste através dos estados indianos de Uttar Pradesh e Bihar, até se juntar ao Ganges perto da cidade de Chhapra.
Em termos geológicos, o Karnali expõe as partes mais antigas dos montes Sivalik do Nepal. O estudo do paleomagnetismo dos siltitos e arenitos nessa região sugere uma idade de depósito entre os 16 e os 5,2 milhões de anos.

## Bacia hidrográfica
A maior parte da bacia hidrográfica do Karnali situa-se entre os maciços montanhosos do Dhaulagiri no Nepal e Nanda Devi em Uttarakhand. O Dhaulagiri II (7 751 m) é o ponto mais alto da bacia. Na parte norte, a bacia situa-se na sombra de chuva dos Himalaias. A área total da bacia tem 127 950 km², 45% na Índia. A população na bacia no Nepal aumentou de 1,9 milhões em 1971 para 4,7 milhões em 2001. um crescimento de quase 250% em 30 anos. A densidade populacional aumentou de 53 hab./km² em 1981 para 87 hab./km² em 2001. Há um crescimento constante na população economicamente ativa nos distritos da bacia. A taxa de literacia média aumentou de 7,5% em 1971 para 45% em 2001. A bacia tem  2 640 km de estradas, mas o ritmo de expansão de estradas é lento.

## Regiões administrativas e localidades
No Nepal, o rio dá nome à zona administrativa de Karnali, situada no noroeste do país. Com 21 351 km² e pouco mais de 300 000 habitantes, é a zona mais remota e menos densamente povoada (14,5 hab./km²) do país, que ainda não é acessível por estrada. O centro administrativo é a aldeia de Jumla.
No Nepal não há qualquer localidade importante nas margens do rio e a única ponte situa-se em Chisapani, no distrito de Bheri, onde passa a autoestrada Mahendra, o principal (senão único) eixo rodoviário leste-oeste do Nepal.
Na Índia, a bacia hidrográfica abrange os distritos de Ambedkar Nagar, Azamgarh, Barabanki, Basti, Ballia, Bahraich, Deoria, Faizabad, Gonda, Gorakhpur, Sant Kabir Nagar, Jaunpur, Kheri e Sitapur no estado de Uttar Pradesh e Siwan no estado de Bihar.
Algumas das cidades indianas importantes situadas nas margens do Gagara são Akbarpur, Ayodhya, Faizabad, Bahraich, Barabanki, Basti, Deoria, Barhalganj, Gonda, Gorakhpur, Khalilabad, Sitapur e Tanda no Uttar Pradesh e Chapra em Bihar.[carece de fontes?]

### Áreas protegidas na bacia hidrográfica

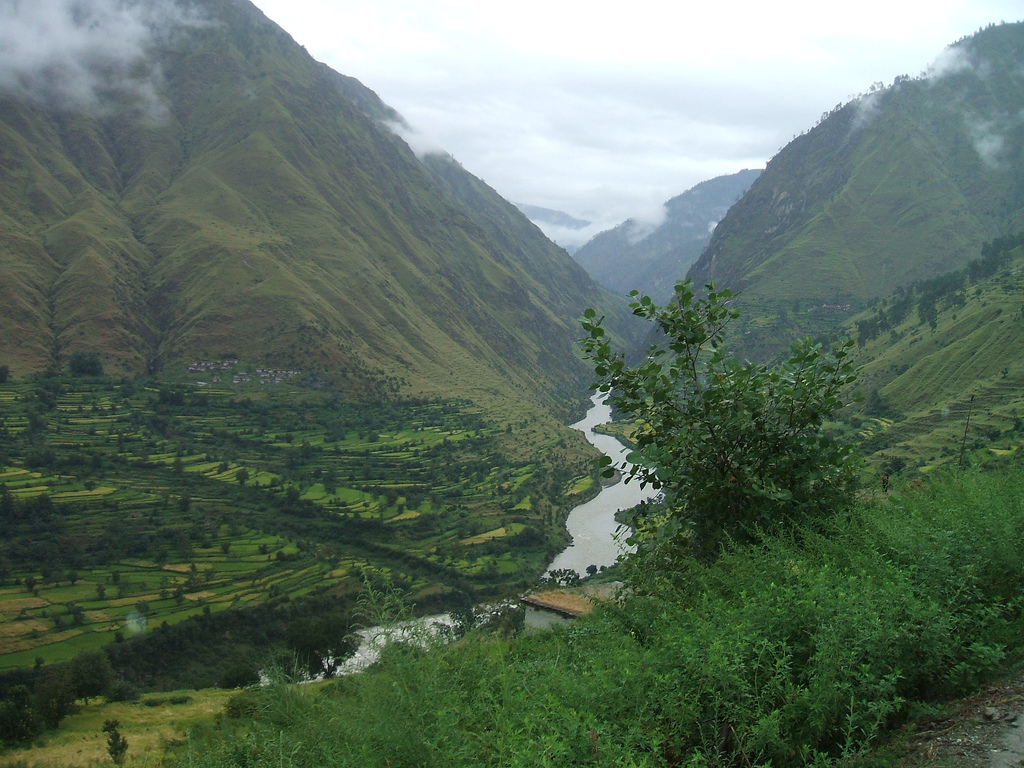
Trecho do Karnali no Nepal

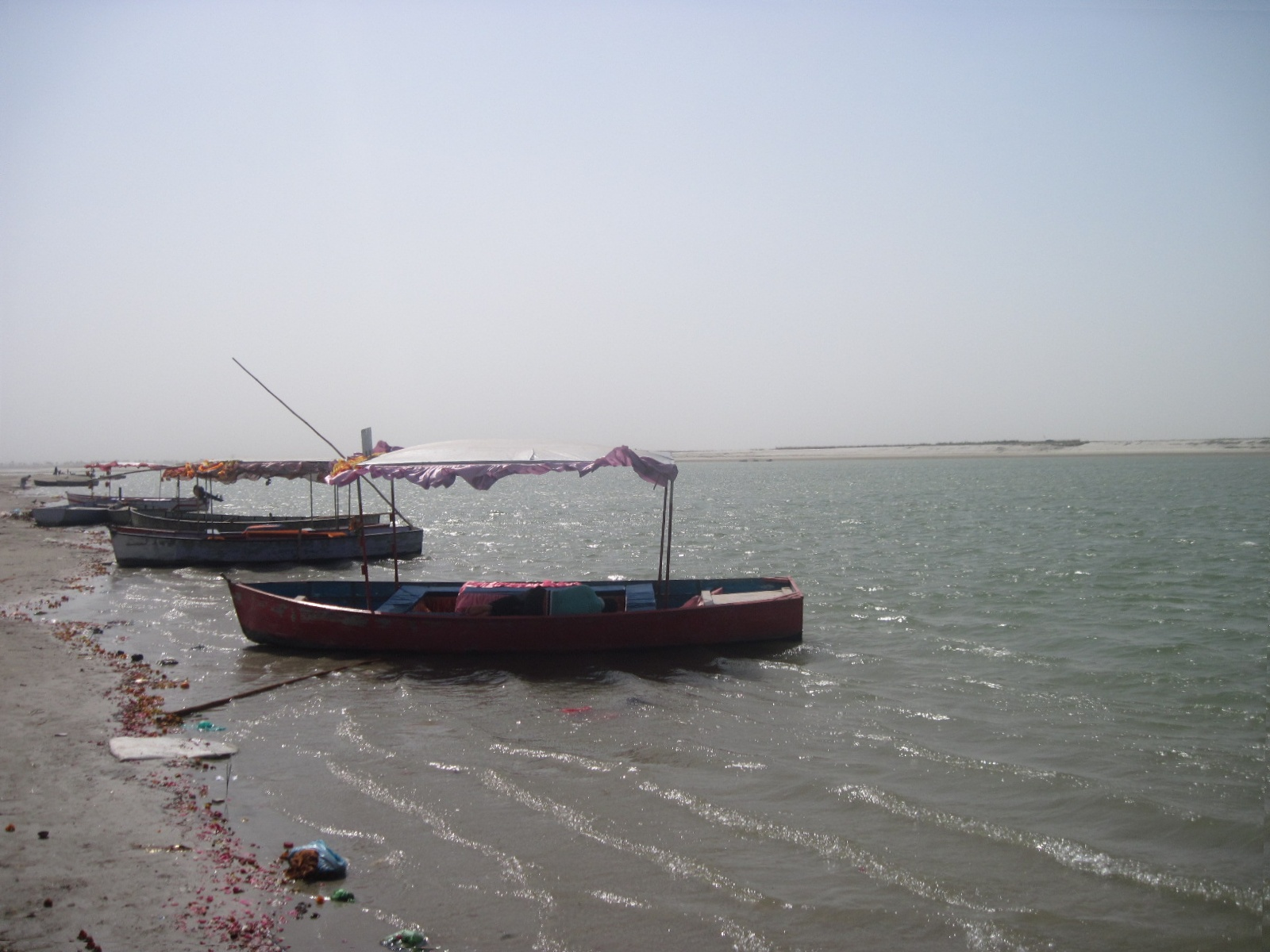
O Gagara perto de Faizabad, Índia, onde é conhecido como Saryu

Na bacia hidrográfica do Karnali situam-se alguns dos parques nacionais do Nepal. As áreas protegidas constituem 14% da área total da bacia e incluem cinco parques nacionais, uma reserva de vida selvagem, uma reserva de caça e duas zonas tampão.
O Parque Nacional de Shey Phoksundo, criado em 1984, situa-se no distrito de Dolpa, na região trans-himalaia do noroeste do Nepal, e representa o ecossistema do Planalto Tibetano. O parque cobre uma área de 3 555 km², onde há florestas luxuriantes compostas principalmente por pinheiro-azul-do-himalaia (Pinus wallichiana), píceas, abetos, ciprestes, choupos e bétulas. É o habitat de várias espécies ameaçadas, como o leopardo-das-neves, o carneiro-azul (ou bharal; Pseudois nayaur) e muitas espécies de aves como o faisão-do-nepal (Lophophorus impejanus), o faisão-ensanguentado (Ithaginis cruentus), o faisão-de-wallich (Catreus wallichi) ou perdiz-das-neves (Lerwa lerwa). É um local sagrado para os budistas.
O Parque Nacional de Rara situa-se na região montanhosa do noroeste do Nepal, maioritariamente no distrito de Mugu, com uma pequena parte no distrito de Jumla. Tem apenas 106 km² de área e inclui o lago Rara, o maior lago do Nepal, com 10,8 km², situado a 2 990 m de altitude. O lago tem um comprimento máximo de 5 km e uma largura máxima de 3 km. A vegetação do parque é constituída por coníferas como o pinheiro-azul-do-himalaia, rododendro, Juniperus indica, Picea smithiana, carvalho e cipreste-dos-himalaias (Cupressus torulosa). A fauna inclui o cervo-almiscarado (Moschus chrysogaster), urso-negro-asiático (Ursus thibetanus), goral, chacal, leopardo, tar-dos-himalaias (Hemitragus jemlahicus), marta-de-garganta-amarela (Martes flavigula), cão-selvagem-asiático (dhole; Cuon alpinus), javali, langur-cinzento (Semnopithecus), macaco-rhesus (Macaca mulatta) e lontra-euroasiática (Lutra lutra). Entre as espécies de aves comuns encontram-se migrantes como o galeirão, mergulhão-de-crista (Podiceps cristatus), mergulhão-de-pescoço-preto (Podiceps nigricollis), pato-de-bico-vermelho (Netta rufina), pato-real (Anas platyrhynchos), marrequinha-comum (Anas crecca), merganso-grande (Mergus merganser), Tetraogallus himalayensis e  perdiz-chukar (Alectoris chukar).
O Parque Nacional de Bardia é a segunda e melhor preservada área protegida na região do Terai do Nepal, cobrindo 968 km² nas encostas meridionaisdos montes Sivalik. É limitado a sul pelo rio Babai e a ocidente pelo rio Girwa, um afluente do Karnali. Na garganta de Chisapani, a corrente rápida do Karnali emerge do maciço de Sivalik para a extensa planície e através da floresta semi-tropical. O parque é famoso por duas manadas de elefantes asiáticos selvagens, um número elevado de espécies de veados, além de gauros, nilgós, Hemitragus jemlahicus, Capricornis thar e gorais. No Karnali vivem a espécie ameaçada de crocodilo-persa e o gavial, que se alimenta de peixe, alguns espécimes de golfinho-do-ganges e mahseer dourado, um pexie que chega a pesar mais de 40 kg.
O Parque Nacional de Khaptad tem 225 km² e entre as principais espécies estão o carvalho, abeto e outras coníferas, cervo-almiscarado, urso-negro-asiático, leopardo-indiano e cão-selvagem-asiático. O parque foi criado em 1984 a pedido do asceta hindu Khaptad Baba, que ali criou um ashram onde acorrem peregrinos para adorarem Xiva na Lua Cheia de julho/agosto.
No lado indiano da fronteira, no estado de Uttar Pradesh, o Karnali passa pelo Santuário de Vida Selvagem de Katarniaghat, o qual faz parte da Reserva de Tigres de Dudhwa.

## Espécies ameaçadas

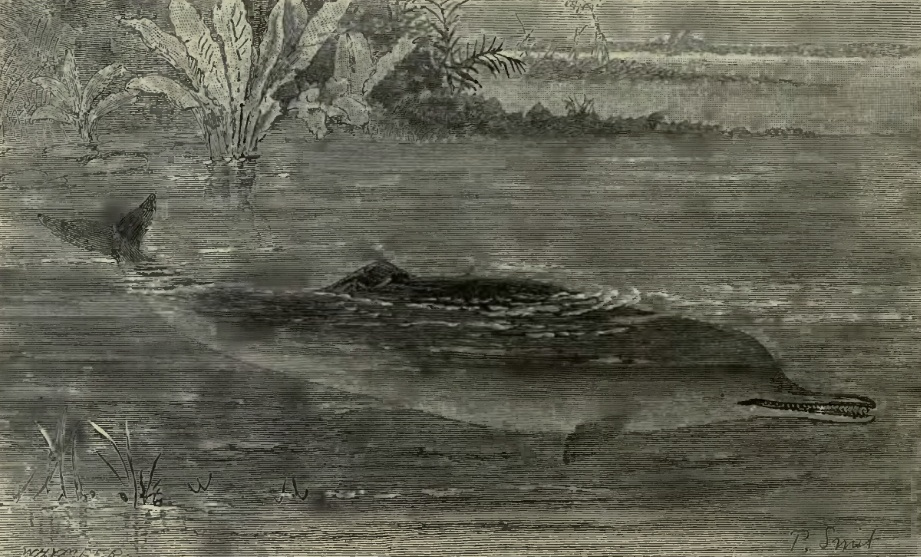
Golfinho-de-rio-do-sul-da-ásia representado em 1894.

O Karnali constitui a área superior do habitat do golfinho-do-ganges (Platanista gangetica), o maior mamífero de água doce do subcontinente indiano. É considerado uma espécie vulnerável pela CITES (apêndice 1) e espécie ameaçada pela IUCN (IUCNRedlist, 2004). Os golfinhos do rio são protegidos pela lei nepalesa com mamífero ameaçado desde 1973. Por viverem no limite a montante do seu habitat, os golfinhos do Karnali são particularmente vulneráveis à degradação ambiental. Necessitam de espaços com água profunda e são frequentemente avistados em locais onde a atividade humana é muito intensa, sendo por vezes apanhados acidentalmente por habitantes que vivem na bacia inferior do Karnali. O rio suporta a última população potencialmente viável do golfinho-do-ganges no Nepal, que está isolada das restantes populações pela barragem de Girijapur, situada a cerca de 16 km a jusante da fronteira entre o Nepal e a Índia.
Está prevista a construção de uma barragem alta a montante imediatamente a montante do trecho do rio onde vivem os golfinhos. Se for construída é quase certo que irá fazer com que desapareça o último habitat do golfinho-do-ganges no nepal. Os distúrbios e a degradação ambiental causada pelos estudos geotécnicos de viabilidade e a construção de pontes e estradas para a barragem pode já ter contribuído para um declínio no número e na extensão do habitat dos animais a montante da fronteira com a Índia.